# 19 Pułk Strzelców (Imperium Rosyjskie)
19 pułk strzelców (ros. 19-й стрелковый полк) – oddział piechoty okresu Imperium Rosyjskiego.

## Charakterystyka
Sformowany 13 sierpnia 1864. Stacjonował między innymi w m. Suwałki.

 W przededniu I wojny światowej pułk etatowo posiadał dwa bataliony po cztery kompanie oraz kompanię tyłową. Kompania piechoty czasu wojny liczyła około 240 żołnierzy i 4–5 oficerów. Na szczeblu pułku występował także pododdział karabinów maszynowych (8 km), łączności (w tym 14 konnych gońców i 21 telefonistów) i zwiadowczy (64 zwiadowców, w tym 4 kolarzy).

## Podporządkowanie
Lipiec 1914:
- 3 Korpus Armijny – Wilno
  - 5 Brygada Strzelców – Suwałki
    - 19 pułk strzelców